# حرقة (مسلسل)
حرقة (وتعني هجرة غير شرعية باللهجة التونسية) مسلسل درامي تونسي عُرض لأول مرة في رمضان عام 2021 في موسمه الأول، وتواصل الموسم الثاني في رمضان عام 2022 على قناة الوطنية 1 وهو من تأليف عماد الدين الحكيم، وإخراج الأسعد الوسلاتي وإنتاج مؤسسة التلفزة التونسية.
يتألف المسلسل من أربعين حلقة، أي عشرين حلقة في كل موسم، وهو يعالج فكرة الهجرة الغير شرعية في حوض البحر الأبيض المتوسط، وتأثيرها على المجتمع التونسي، في إطار درامي اجتماعي.

## القصة
يتناول المسلسل قضية الهجرة غير الشرعية وفق رؤية تسلط الضوء على معاناة مهاجرين غير شرعيين جمعهم قارب واحد، كل منهم له أسبابه المختلفة التي دفعته للهجرة، مثل خالد، الشاب الذي يقرر السفر إلى إيطاليا، من تونس، تاركًا والده مجيد يعمل وحده في تربية النحل. يقرر هذا الأخير ترك كل شيء والسفر إلى إيطاليا من أجل البحث عن ابنه والعودة به إلى تونس، فيتعرض لعدة مواقف صعبة.
يعرض المسلسل أيضا قصة فارس، الشاب التونسي الذي انقطع عن الدراسة، ويعمل في بلده لمساعدة عائلته الفقيرة، فيضطر للهجرة غير الشرعية، بدفع من والدته (نعمة)، لتحسين الوضع المادي لعائلته. إلا أنه يتعرض للعديد من المآسي، التي تجعل والدته تندم على الضغط عليه.
إضافة إلى ذلك، يعالج المسلسل تضامن المهاجرين مع بعضهم البعض أثناء محنتهم، مثل الطالبة الجامعية أمينة، التي يتركها حبيبها كريم، أثناء هجرتهما في القارب معًا للبحث عن ظروف أفضل، فتتعرف على هالة، التي تضطر هي الأخرى للهجرة خوفا من نظرة المجتمع لها، لكونها أم عزباء. هذا التضامن جعل من فوزي الصاروخ، قائد القارب، يخفف من قسوته تجاههم أثناء الرحلة، ثم يساعدهم رفقة مساعده عياد.
يستكمل الموسم الثاني ما بدأه في الموسم السابق حيث يتابع مغامرات هؤلاء المهاجرين والصعوبات التي تعرضوا إليها في مراكز الهجرة في إيطاليا، كما يستعرض قصة العجوز زينة، التي يهاجر ابنها (الأمين) بطريقة غير شرعية قبل عشرين سنة، دون أن تسمع أي خبر عنه، مما يجعلها قاسية مع بقية أفراد عائلتها.

## الشخصيات
- وجيهة الجندوبي: «نعمة» ربة منزل فقيرة
- عائشة بن أحمد: «هالة» أم عزباء، أحد المهاجرين
- رياض حمدي: «مجيد» مربي نحل، أحد المهاجرين بحثًا عن ابنه
- مهذب الرميلي: «فوزي» أو «الصاروخ» قائد قوارب الهجرة غير الشرعية
- منى نور الدين: «زينة» عجوز تعيش بحي شعبي بعد هجرة ابنها
- أحمد الحفيان: «الأمين» ابن زينة، أحد المهاجرين قبل عشرين سنة
- عبد اللطيف خير الدين: «خميس» أحد المهاجرين
- مالك بن سعد: «فارس» ابن نعمة، أحد المهاجرين
- سناء الحبيب: «أمينة» طالبة جامعية، أحد المهاجرين
- صادق الطرابلسي: «كريم» طالب جامعي وحبيب أمينة، أحد المهاجرين
- نادية بوستة: «شادية» حبيبة الأمين السابقة وأرملة شقيقه
- أسامة كشكار: «عياد» مساعد فوزي، حبيب أمينة الثاني
- ياسمين بوعبيد: «وعد» شابة تونسية تعيش في إيطاليا
- قصي العلاقي: «ربيع» ابن شادية، حفيد زينة
- مبروك المحضاوي: «خالد» ابن مجيد، أحد المهاجرين

## روابط خارجية
- موقع IMDb
- موقع أرتفاي